# Králova Lhota (Píseki járás)
Králova Lhota település Csehországban, Píseki járásban. Králova Lhota Nerestce, Probulov, Orlík nad Vltavou, Nevězice, Lety és Čimelice településekkel határos. Lakosainak száma 198 fő (2024. január 1.).

## Népesség
A település lakosságának változását az alábbi diagram mutatja:
| Lakosok száma | 723  | 674  | 617  | 399  | 301  | 209  | 201  | 206  | 202  | 198  |
|               | 1869 | 1890 | 1921 | 1950 | 1980 | 2001 | 2017 | 2019 | 2022 | 2024 |